# Ikymbon River
Ikymbon River är ett vattendrag i Australien. Det ligger i territoriet Northern Territory, omkring 320 kilometer söder om territoriets huvudstad Darwin.
Omgivningarna runt Ikymbon River är huvudsakligen savann. Trakten runt Ikymbon River är nära nog obefolkad, med mindre än två invånare per kvadratkilometer. Genomsnittlig årsnederbörd är 1 303 millimeter. Den regnigaste månaden är februari, med i genomsnitt 309 mm nederbörd, och den torraste är juni, med 1 mm nederbörd.